# Эль-Джануб (стадион)
Эль-Джануб (араб. استاد الجنوب‎), также известный как Эль-Вакра (араб. ملعب الجنوب‎) — футбольный стадион в Эль Вакре, открытый 16 мая 2019 года. Один из восьми стадионов, построенных к чемпионату мира по футболу 2022 года. Спроектирован ирако-британским архитектором Заха Хадид и фирмой AECOM.
Стадион построен в стиле архитектуры постмодернизма и неофутуристического дизайна. Вид крыши был вдохновлен суднами Дау.
Официальный стадион клуба «Аль-Вакра», где проводятся матчи Чемпионата Катара по футболу. Вместимость стадиона составляет 40,000 мест, которые сократятся до 20,000 после окончания Чемпионата Мира.

## История
Стадион был открыт 19 мая 2019 года матчем между клубами «Аль-Сад» и «Аль-Духаиль». На матче присутствовал эмир Катара Тамим бин Хамад Аль Тани. В декабре 2020 года стадион принимал финал Лиги чемпионов АФК 2020, а также 6 матчей Кубка арабских наций по футболу 2021.

## Чемпионат мира по футболу 2022
Во время Чемпионата мира по футболу в Катаре, стадион Эль-Джануб принял 7 матчей: 3 матча в группе D, 2 в группе G, один матч в группе H, матч 1/8 финала между победителем группы E (Япония) и второй командой группы F (Хорватия):
| №  | Дата      | Соперник 1 | Результат | Соперник 2 | Турнир         |
| -- | --------- | ---------- | --------- | ---------- | -------------- |
| 1. | 22 ноября | Франция    | 4:1       | Австралия  | Групповой этап |
| 2. | 24 ноября | Швейцария  | 1:0       | Камерун    | Групповой этап |
| 3. | 26 ноября | Тунис      | 0:1       | Австралия  | Групповой этап |
| 4. | 28 ноября | Камерун    | 3:3       | Сербия     | Групповой этап |
| 5. | 30 ноября | Австралия  | 1:0       | Дания      | Групповой этап |
| 6. | 2 декабря | Гана       | 0:2       | Уругвай    | Групповой этап |
| 7. | 5 декабря | Япония     | 1:1*      | Хорватия   | 1/8 финала     |

## Строение стадиона

### Внешний вид
Стадион был спроектирован Захой Хади и её фирмой Архитектурное бюро Захи Хадид. По словам дизайнеров, внешний вид выдвижной крыши арены был вдохновлен традиционными арабскими судами Дау. Изогнутая крыша и внешний вид стадиона отсылают к истории Эль Ваклы. Изогнутые балки, поддерживающие крышу стадиона, напоминают корпус корабля.

### Инфраструктура
На территории спортивного комплекса расположены спортивные залы и торговый центр, вокруг стадиона планируется построить объекты социальной инфраструктуры; магазины, школы.